# チャールズ M. シュルツ・ソノマカウンティ空港
チャールズ M. シュルツ・ソノマカウンティ空港 (IATA: STS, ICAO: KSTS, FAA LID: STS)はソノマ郡サンタローザ (カリフォルニア州)中心部より北西7 miles (11 km)に位置する空港である。 ピーナッツ (漫画)の作者であるチャールズ・M・シュルツに空港の名前が変更された。 そのため空港内にはスヌーピーのイラストがたくさんある。ナパ郡空港とともにワインカントリー (カリフォルニア州)観光の入口となっている。 

## 交通機関
ソノマ・マリンエリア鉄道のソノマカウンティ空港駅から2.4 km（1.5miles）

### ソノマ空襲基地

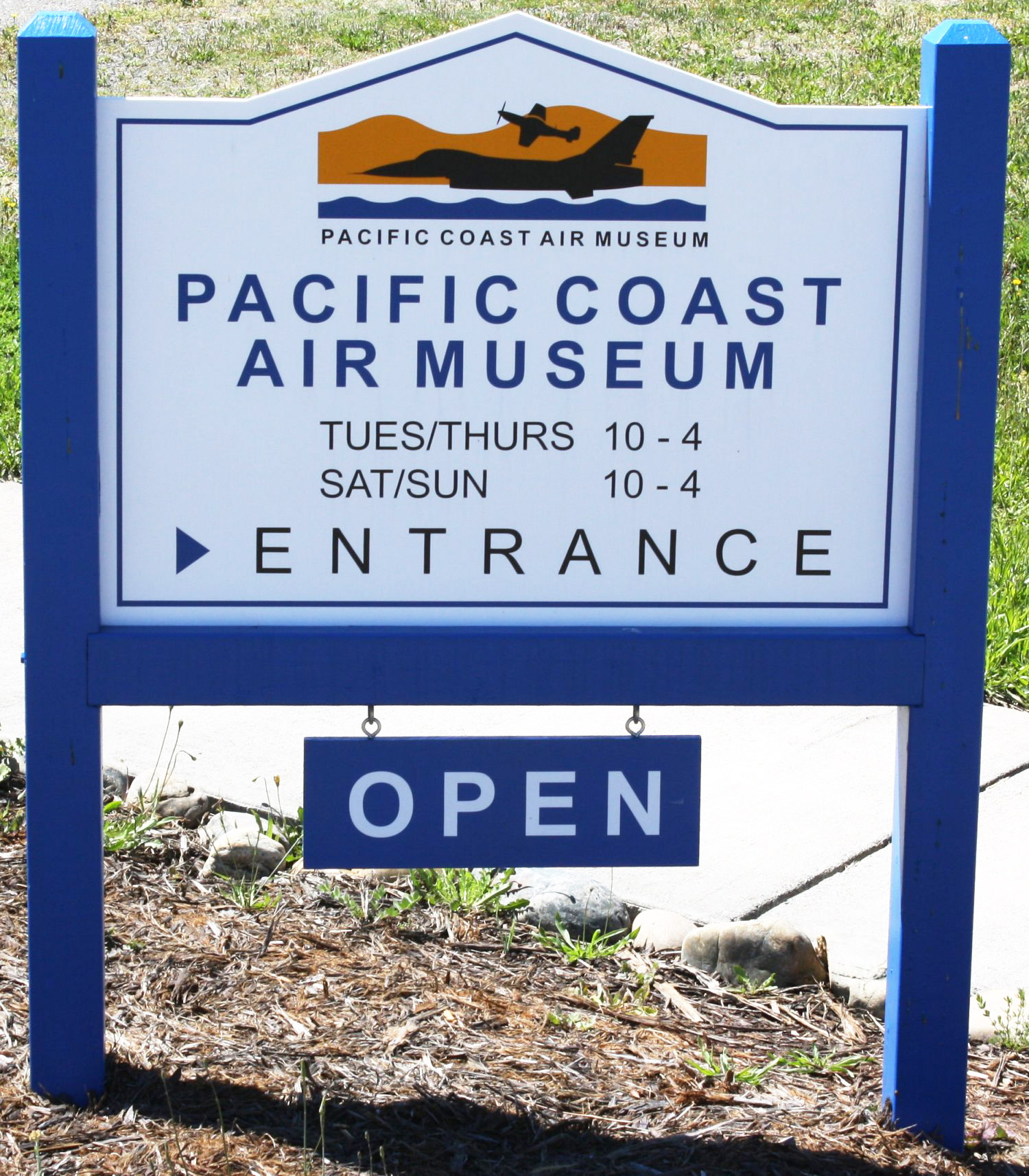
PCAM

## 就航路線
| 航空会社                           | 就航地 |
| ---------------------------------- | --- |
| アラスカ航空                       | ロサンゼルス、バーバンク、オレンジカウンティ、ポートランド、サンディエゴ、シアトル                                                    |
| アメリカン航空                     | ダラス/フォートワース、フェニックス                                                                                                   |
| アベロ航空（英語: Avelo_Airlines） | バーバンク、パームスプリングス、ラスベガス、レドモンド (オレゴン州)、ボイシ、パスコ (ワシントン州)、セイラム (オレゴン州)、カリスペル |

## その他の用途

### 太平洋海岸航空博物館
- カリフォルニア第二次世界大戦陸軍飛行場